# Poder temporal

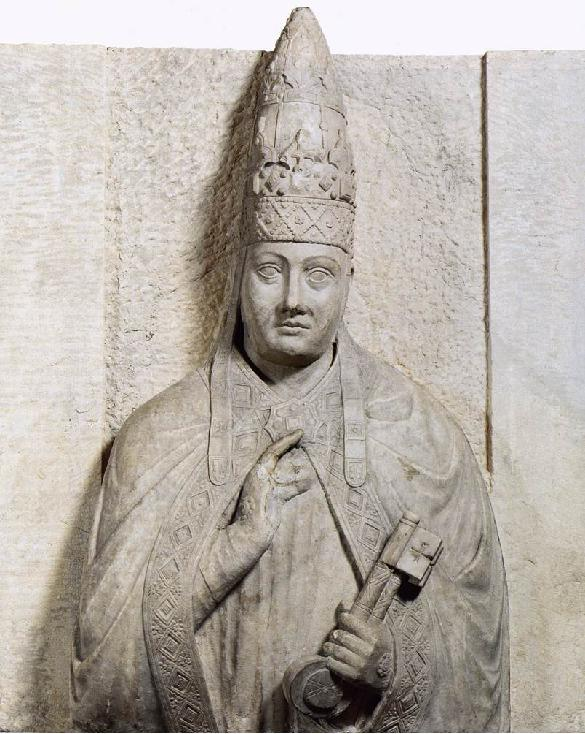
Papa Bonifácio VIII, defensor da Plenitudo potestatis

Designa-se por poder temporal a influência de poder, tanto de governação como político, que exerce o Vaticano sobre as pessoas, em especial o poder do Vigário de Cristo - o Papa - em contraste com o seu poder espiritual sobre a Igreja Católica e outros grupos, também chamado de poder eterno.
Este poder ou actividade permitiu o autogoverno dos Estados Pontifícios, que actualmente se limitam ao Estado do Vaticano. No seu apogeu, os Estados Pontifícios tornaram-se um Estado com a sua própria moeda e legislatura, em pé de igualdade com qualquer outra nação da Europa. Há quem chame este estado nacional, governado por uma autoridade religiosa, uma "teocracia", comparando-se assim com alguns regimes islâmicos que vivem também uma forma de teocracia.
Alguns historiadores classificam a coroação de Carlos Magno, em 800, como o momento no qual a Igreja Católica começou a implementar uma política internacional do poder temporal.
O poder temporal sempre foi discutido em política, filosofia e teologia, sobretudo nos países onde o Vaticano exerce esse poder em vários graus, sendo que este poder é aplicado de formas distintas que variam com a personalidade do Papa, o contexto histórico internacional, e o apoio popular do povo católico.
Um exemplo do uso questionável dessa influência do poder sobre o mundo deu-se na época da Inquisição. Para alguns críticos, na época da Inquisição Católica, o poder temporal era exercido com mais influência e, portanto, estava mais distante dos Evangelhos e da Cúria Romana. A resposta mais popular a esse tipo de crítica é que o objetivo final dessa política é, ou foi, a extensão do Evangelho a todos os povos.
Por razões práticas, de Realpolitik, o poder temporal do Papa terminou em 20 de setembro de 1870, quando o exército italiano entrou em Roma e completou o movimento denominado Risorgimento. Formalmente, o poder temporal terminou em 1929 com o Tratado de Latrão que estabeleceu a convivência da Cidade do Vaticano com a Itália.

## História
O Papa Gregório II desafiou o imperador bizantino imperador bizantino Leão III, o Isauriano como resultado da primeira controvérsia iconoclasta (726 d.C.) no Império Oriental, e preparou o caminho para uma longa série de revoltas, cismas e guerras civis que eventualmente levaram ao estabelecimento do poder temporal dos papas.
O poder temporal foi abolido por Napoleão Bonaparte, que dissolveu os Estados papais e incorporou Roma e Latium em seu Primeiro Império Francês, em 1809. O poder temporal foi restaurado pelas Grandes Potências na conclusão das Guerras Napoleónicas no Congresso de Viena de 1815]. O Código Napoleônico foi abolido, e a maioria dos funcionários públicos foi retirada do cargo. A oposição popular ao governo clerical corrupto reconstituído levou a numerosas revoltas, que foram suprimidas pela intervenção do exército austríaco.
Em novembro de 1848, após o assassinato de seu ministro Pellegrino Rossi, o Papa Pio IX fugiu de Roma. Durante uma manifestação política em fevereiro de 1849, um jovem herege, o abade Arduini, descreveu o poder temporal dos papas como uma "mentira histórica, uma impostura política e uma imoralidade religiosa". Em 9 de fevereiro de 1849, a recém-eleita Assembleia Romana proclamou a República Romana. Posteriormente, a Constituição da República Romana aboliu o poder temporal, embora a independência do papa como chefe da Igreja Católica tenha sido garantida pelo artigo 8º do "Principi fondamentali".